# Coronado (Chihuahua)
Coronado é um município do estado de Chihuahua, no México.